# Il faut qu'on parle de Kevin
Pour l'adaptation au cinéma, voir We Need to Talk about Kevin.

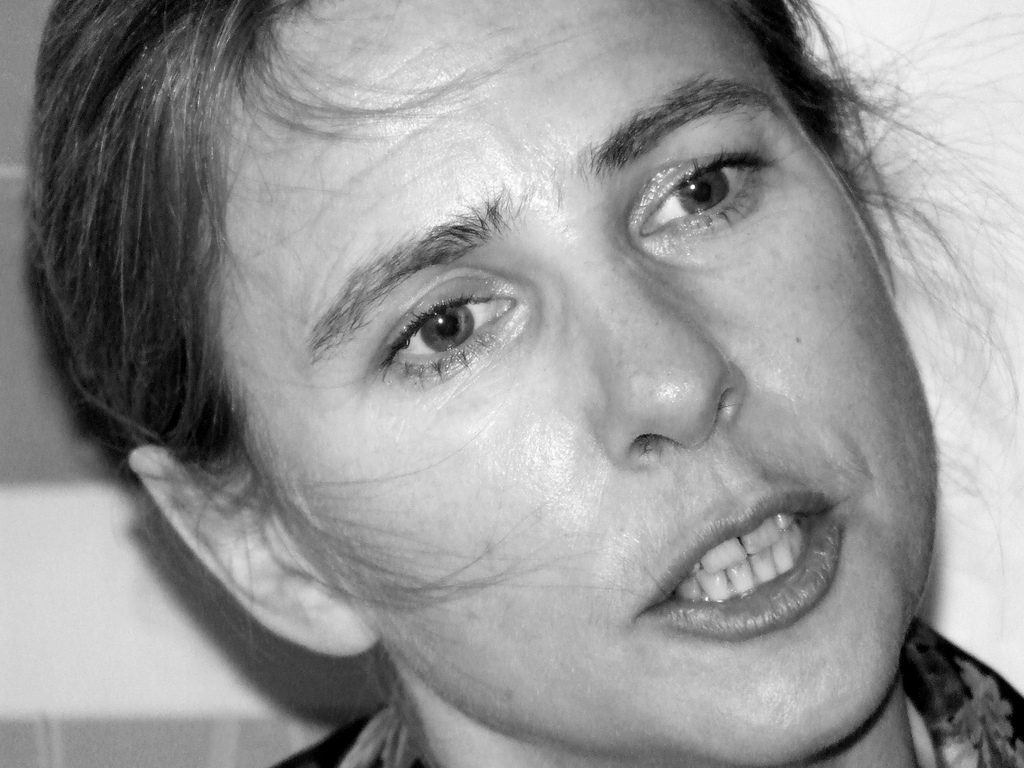
Lionel Shriver, 2006.

Il faut qu’on parle de Kévin (titre original : We need to talk about Kevin) est un roman de Lionel Shriver, paru aux États-Unis en 2003, et en France en 2006 aux Éditions Belfond, traduit par Françoise Cartano. 

## Résumé
Eva écrit des lettres à son mari dont elle est séparée. Dedans, elle revient sur leur vie de couple et sur leur rôle de parents. Elle tente, dans cette rétrospective, de comprendre ce qui a pu pousser leur fils de 16 ans, Kévin, à commettre un acte irréparable. 
Il faut qu’on parle de Kevin est un recueil de lettres de longueurs variables. Dans chacune, Eva rend compte de son introspection. Les lettres sans réponses d’Eva sont l’occasion pour elle de se libérer des événements, longtemps étouffés, dont elle fut témoin. Elle explore son ambivalence quant à la maternité et les raisons qui l'y ont poussée. Au fil de ses réflexions, à l'aide d'anecdotes, elle pèse sa part de responsabilité dans la cruauté de son fils. Elle revient sur le sacrifice de sa carrière, sur la naissance de son second enfant, Célia et sur ses rapports conflictuels avec Kévin. Construit à la manière d’un thriller psychologique, Il faut qu’on parle de Kevin est un portrait de famille lucide et réaliste.[Interprétation personnelle ?]

## Thèmes abordés
Le livre dénonce d’une part l’optimisme aveugle des États-Unis, incarné par le personnage du père, Franklin. Il traite d’autre part de l’influence de l’éducation sur le comportement humain ainsi que de toutes les formes de culpabilisation (celle que l’on s’inflige à soi-même et celle infligée par les autres).[Interprétation personnelle ?]

## Récompenses
Le livre a remporté l'Orange Prize en 2005, élu par un jury entièrement féminin.

## Adaptations
- Le roman est porté à l'écran en 2011, par Lynne Ramsay. We Need to Talk about Kevin est tourné en 2010 à Stamford, dans le Connecticut et présenté en compétition officielle au Festival de Cannes 2011. Eva y est jouée par Tilda Swinton et Kévin par Ezra Miller.

- Une série radiophonique en 10 épisodes de 15 minutes [3], réadaptation du livre, a été diffusée sur BBC Radio 4, dans le programme Woman’s hour.